# 김양수 (1950년)
김양수(金兩洙, 1950년 10월 24일 ~ )는 대한민국의 정치인이다. 제37대 전라남도 장성군수를 역임했다.

## 학력
- 광주서석초등학교
- 조선대학교 부속중학교
- 광주제일고등학교
- 한국방송통신대학교 행정학과 졸업
- 전남대학교 행정대학원 행정학 석사
- 목포대학교 경영행정대학원 박사과정 졸업

## 경력
- 1997 ~ 1999 전라남도 기획관리실 기획계장
- 2001 ~ 2003 전라남도 자치행정국 자치행정과 과장
- 2003 ~ 2006 전라남도 무안군 부군수
- 2006 ~ 2006 전라남도 행정혁신국 국장
- 2006 전라남도 지방공무원 교육원 원장
- 2010.7 ~ 2014.6 제37대 전라남도 장성군수

## 역대 선거 결과
|  | 51.30% |

|  | 46.00% |